# Фейруз
Фейру́з (араб. فيروز‎; полное имя — Пиру́з Арти́н Калфая́н, арм. Փիրուզ Արթին Կալֆայան; 15 марта 1943, Каир, Египет — 30 января 2016) — египетская актриса, певица и конферансье. В очень юном возрасте приобрела славу звезды «золотой эры» египетского кинематографа.

## Биография
Родилась в Каире, армянка по происхождению. Является старшей сестрой актрисы Нелли и двоюродной сестрой актрисы Леблебы.
Заслуга открытия юного таланта принадлежит египетскому актёру и режиссёру Анвару Вагди, который взял семилетнюю девочку на главную роль в своем киномюзикле «Ясмин» (1950), использовав арабскую интерпретацию её имени — Фейруз — в качестве её сценического псевдонима. В общей сложности снялась в 10 фильмах, в которых участвовала как актриса, певица и танцовщица. Вершиной её творчества стала картина «Дахаб» (1953).
С выходом на экран фильма «Я не забуду тебя» (1959) завершила свою карьеру в кино. Впоследствии вышла замуж за египетского комедийного актёра Бадреддина Гамгума, родила двоих детей (Айман, Иман).

## Фильмография
|  | - 1950 — «Ясмин» / Miss Yasmine / Yasmin (ياسمين) - 1951 — Feyrouz Hanem (فيروز هانم) - 1952 — Al Hirman (الحرمان) - 1952 — Sourat az Zafaf (صورة الزفاف) - 1953 — «Дахаб» / Dahab (دهب) - 1955 — Asafir el Ganna (عصافير الجنة) - 1957 — Ismail Yassine Tarazaan (إسماعيل يس طرزان) - 1958 — Iyyami as Sa’eeda (أيامي السعيدة) - 1958 — Ismail Yassine lil Beih' (اسماعيل يس للبيع) - 1959 — «Я не забуду тебя» / I Won’t Forget You / Bafakkar fi lli Naseeni (بفكر قي اللى ناسينى) |

## Награды
В 2001 году в рамках Каирского международного кинофестиваля получила награду Lifetime Achievement Award.